# Rừng cây cong

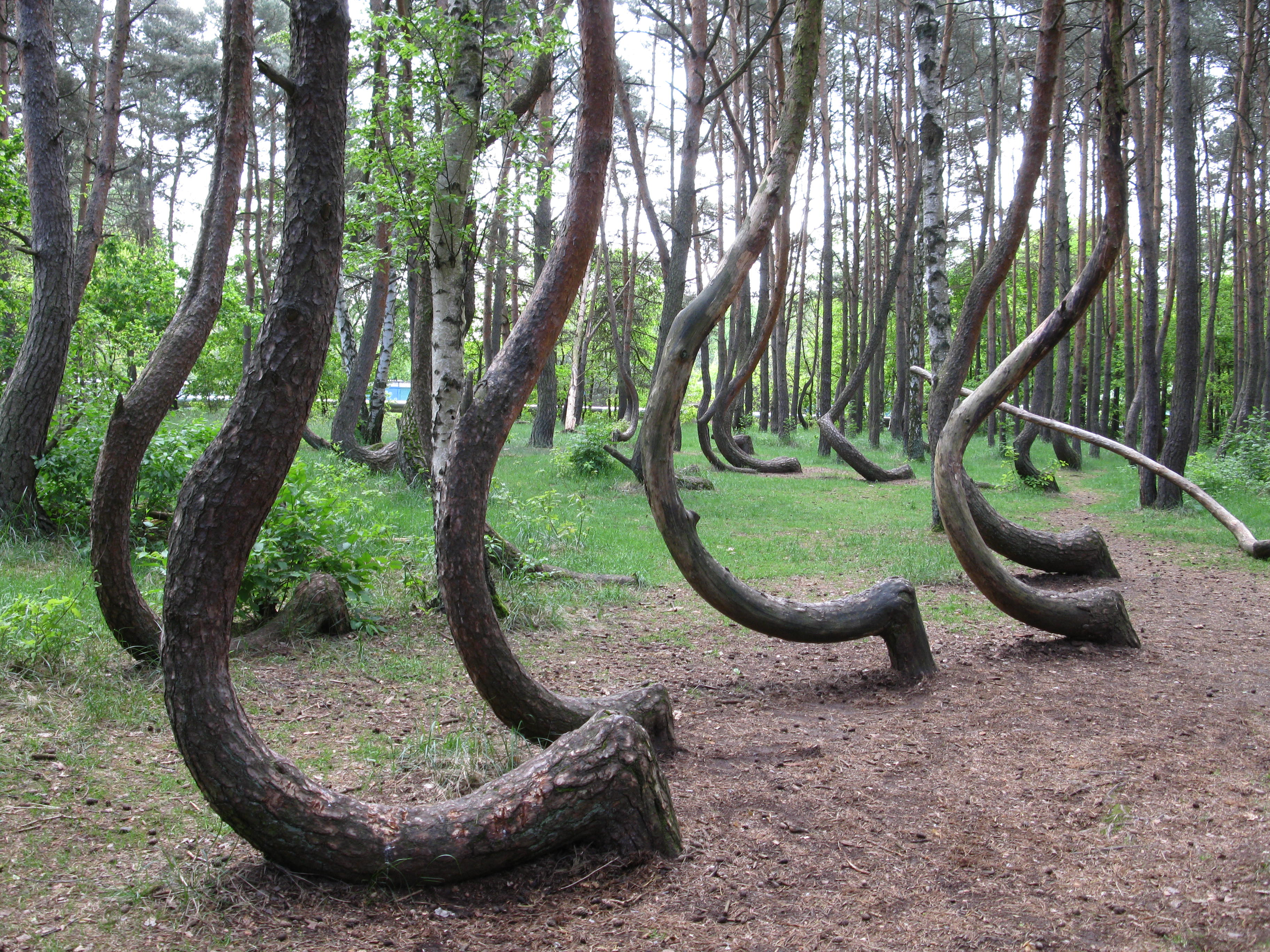
Crooked Forest

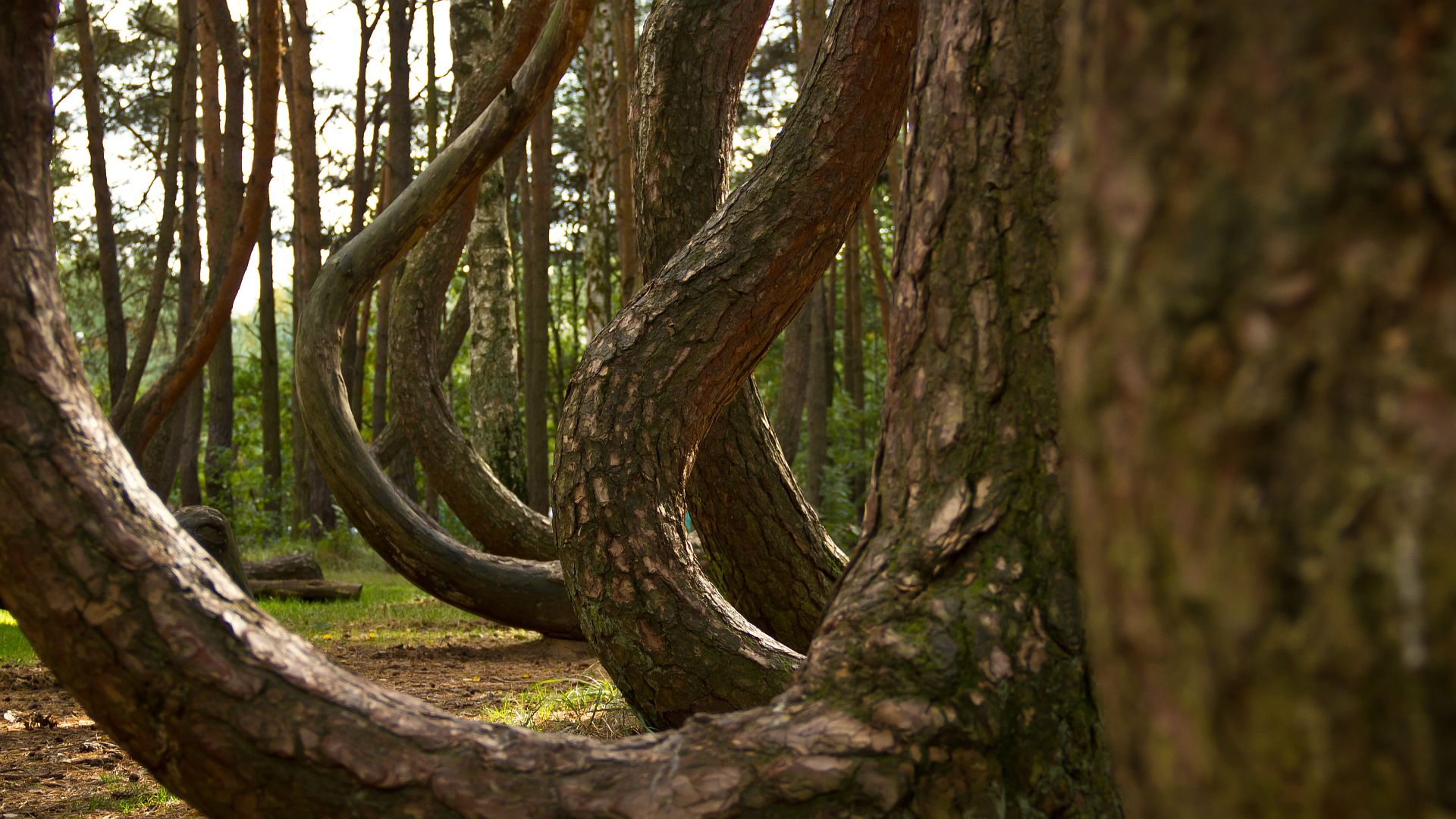
The oddly-shaped "crooked" trees, 2013

Rừng cây cong (tiếng Ba Lan: Krzywy Las) là khu rừng thông có hình dạng uốn cong nằm gần thị trấn Gryfino, Zachodniopomorskie, Ba Lan.
Khu rừng có khoảng 400 cây thông được trồng ở làng Nowe Czarnowo vào khoảng năm 1930. Mỗi cây thông uốn cong mạnh về phía bắc thành hình chữ C rồi mới tiếp tục vươn thẳng lên trời. Một số cây có đoạn uốn cong chỉ khoảng 1 mét ngang, nhưng cũng có cây độ cong này kéo ra đến gần 3 mét.